# Planet X (musikalbum)
Planet X är ett musikalbum från 1997 av Erika Norberg.

## Låtlista
1. "Super Sonic City" (Richard Evenlind, Peo Thyrén, Erika Norberg)
2. "Jimmy, Jimmy, Jimmy" (Richard Evenlind, Peo Thyrén, Erika Norberg)
3. "Vampire"
4. "Detroit"
5. "Japanese Boyfriend"
6. "Neon City Lights"
7. "Drive Me Wild" (Richard Evenlind, Peo Thyrén, Erika Norberg)
8. "Planet X"
9. "Action Boy"
10. "I Wanna Run Now"
11. "Stardust Motel"
12. "Hot Love"
13. "Wild, Wild One" (bonustrack)